# Влодзімежув (гміна Сулеюв)
Влодзімежув (пол. Włodzimierzów) — село в Польщі, у гміні Сулеюв Пйотрковського повіту Лодзинського воєводства.
Населення — 1574 особи (2011).
У 1975-1998 роках село належало до Пйотрковського воєводства.

## Демографія
Демографічна структура станом на 31 березня 2011 року:
|          | Загалом | Допрацездатний вік | Працездатний вік | Постпрацездатний вік |
| -------- | ------- | ------------------ | ---------------- | -------------------- |
| Чоловіки | 755     | 190                | 481              | 84                   |
| Жінки    | 819     | 190                | 461              | 168                  |
| Разом    | 1574    | 380                | 942              | 252                  |